# Monument (album)
Monument – drugi album studyjny szwedzkiego zespołu muzycznego Grand Magus. Wydawnictwo ukazało się 25 listopada 2003 roku nakładem wytwórni muzycznej Rise Above Records.

## Lista utworów
Opracowano na podstawie materiału źródłowego.
| Nr | Tytuł utworu                      | Długość |
| -- | --------------------------------- | ------- |
| 1. | „Ulvaskall (Vargr)”               | 05:45   |
| 2. | „Summer Solstice”                 | 03:58   |
| 3. | „Brotherhood of Sleep”            | 05:40   |
| 4. | „Baptised in Fire”                | 08:11   |
| 5. | „Chooser of the Slain (Valfader)” | 05:19   |
| 6. | „Food of the Gods”                | 04:21   |
| 7. | „He Who Seeks... Shall Find”      | 10:29   |
|    |                                   | 43:43   |

## Twórcy
Opracowano na podstawie materiału źródłowego.
| Zespół Grand Magus w składzie - Mats „Fox Skinner” Heden – gitara basowa - Janne „JB” Christoffersson – gitara, wokal prowadzący - Fredrik „Trisse” Liefvendahl – perkusja |  | Inni - Hugh Gilmour – oprawa graficzna - Oneman – produkcja muzyczna, miksowanie, mastering, mandolina |